# Otto Kronsteiner
Otto Kronsteiner [óto kronštájner], avstrijski slavist, jezikoslovec, imenoslovec, zgodovinar, * 7. december 1938, Losenstein, Zgornja Avstrija, Tretji rajh (sedaj Avstrija), † 26. oktober 2023, Samerberg, Zgornja Bavarska, Nemčija.

## Življenje
Kronsteiner je po končani benediktinski gimnaziji v Seckauu na Štajerskem študiral pravo, romanistiko, vzhodnoevropsko zgodovino in slavistiko na univerzah na Dunaju, v Varšavi, Jagelonski univerzi v Krakovu, Zagrebu in Ljubljani. Na Univerzi na Dunaju je doktoriral iz slavistike in vzhodnoevropske zgodovine. Habilitiral se je iz slavistike na Univerzi v Celovcu in postal izredni profesor na Dunaju. Od leta 1981 je bil v Salzburgu profesor za slavistiko in slovansko intelektualno zgodovino. Od leta 1982 do 2007 je kot raziskovalec in pedagog oblikoval Inštitut za slavistiko in ga večkrat vodil. Od leta 2007 je profesor emerit.